# 王性尧
王性尧（1905年—1968年），中国民族资本家。原名师伦，笔名逊卢，号无违居士，浙江省镇海县（宁波）人。

## 生平简历
早年就读于家乡小学和中学。1920年，入读汉口私塾。民国10年（1921年），赴北京，在泉流银号做学徒。民国十三年（1924年），赴上海，就职于上海荧昌火柴公司，做文书工作。1925年，入股上海大华仪表厂，并出任企业的董事。民国十九年（1930年），出任大中华火柴厂总务科副主任。
民国二十三年（1934年）1月，出任国货公司全国联合办事处主任。民国二十四年（1935年），在全国各大城市筹建国货公司。民国二十六年（1937年）5月，出任中国国货联合营业公司协理。民国三十年（1941年），日军入侵上海，王性尧拒绝与日本人合作，并主持负责为抗日战争运输急缺物资。
抗日战争胜利以后，王性尧将企业从大后方迁回上海，并出任中国国货联合营业公司的协理。民国三十七年（1948年），王性尧出任上海市商会候补理事。
1949年后，王性尧担任上海市工商业联合会筹备会的常务委员。1951年，王性尧出任第一届上海市工商业联合会常务委员。王性尧曾担任中国国货联营公司的总经理，并担任新成立的上海公私合营国际贸易工业品公司的副董事长。王性尧先后被当选为上海市工商联和会第2、第3和第4届的副主任委员。王性尧还担任有中国民主建国会上海市委员会的常务委员，是第1、第2、第3和第4届上海市人民代表大会代表，第1、第2、第3和第4届上海市政协的常务委员。担任有中华全国工商业联合会的执行委员和常务委员，中国民主建国会中央委员等职务。王性尧并是第1、第2和第3届全国人民代表大会的代表。1968年6月，逝世于上海。